# Loris Vellar
Loris Vellar (* 7. November 1950 in Roana) ist ein ehemaliger italienischer Eisschnellläufer.
Vellar, der für den G.S. Forestale startete, nahm von 1970 bis 1976 an internationalen Wettbewerben teil. Dabei belegte er bei der Mehrkampfeuropameisterschaft 1975 in Heerenveen den 25. Platz im Großen Vierkampf und im folgenden Jahr in Innsbruck bei seiner einzigen Teilnahme an Olympischen Winterspielen den 31. Platz über 5000 m. Seine beste Platzierung bei italienischen Meisterschaften erreichte im Jahr 1975 mit dem zweiten Platz im Großen Vierkampf.

## Persönliche Bestzeiten
| Disziplin | Zeit         | Datum            | Ort                  |
| --------- | ------------ | ---------------- | -------------------- |
| 500 m     | 41,18 s      | 27. Januar 1973  | Madonna di Campiglio |
| 1000 m    | 1:23,78 min  | 27. Februar 1975 | Inzell               |
| 1500 m    | 2:08,42 min  | 11. Januar 1975  | Cortina d’Ampezzo    |
| 3000 m    | 4:31,84 min  | 24. Januar 1976  | Madonna di Campiglio |
| 5000 m    | 7:49,44 min  | 10. Januar 1976  | Cortina d’Ampezzo    |
| 10.000 m  | 16:39,82 min | 11. Januar 1975  | Cortina d’Ampezzo    |